# Конституційний акт про автономію Карпатської України
Конституційний акт про автономію Підкарпатської Руси № 328/1938 (чеськ. Ústavní zákon o autonomii Podkarpatské Rusi) — акт Національних Зборів Чехословацької Республіки від 22 листопада 1938 року, у якому йшлося про надання Підкарпатській Русі статусу автономної території в складі Чехословаччини. Акт детально описував особливості державної автономної влади у Карпатській Україні. Набув чинности 16 грудня 1938 року і був чинний до приєднання Закарпаття до СРСР у січні 1946 року.

## Структура
Конституційний акт складався з преамбули та 5 розділів. Загалом акт містить 19 параграфів.
- Частина перша. Вступні постанови (артикули I—VII)
- Частина друга. Зміна Конституційної Грамоти
  - Глава I. Загальні постанови (§ 1-3)
  - Глава II. Законодавча влада (§ 4-9)
  - Глава III. Правляча та виконна влада (§ 10-16)
  - Глава IV. Судова влада (§ 17)
  - Глава V. Загальні доходи (§ 18-19)[2]

## Зміст

### Загальні положення
Підкарпатська Русь проголошується автономією у складі Чехословаччини. Дефінітивна назва автономії, державна та навчальна мова встановлюється Соймом. Установи (корпорації, товариства, школи тощо) чеської та словацької меншин можуть користуватися своїми мовами у зносинах з автономним урядом. Уводиться поняття крайової приналежности, яку можна набути, будучи приналежним до однієї з громад Підкарпатської Руси.

### Законодавча влада
Національні Збори Чехословаччини вирішують тільки окремо визначені питання. Закони, прийняті з цих питань, стосуються краю тільки за прямого вказання про це. У такому випадку закон публікується також державною мовою краю. Обрані від Підкарпатської Руси депутати й сенатори беруть участь у голосуванні тільки з цих питань.
Щодо цих окремо визначених питань виключно у межах Підкарпатської Руси рішення приймає орган законодавчої влади — Сойм Підкарпатської Руси. Його депутати (посли) обираються загальним таємним голосуванням.

### Уряд
У підписанні актів Центрального Уряду Чехословаччини беруть участь один або декілька представників Підкарпатської Руси тоді, коли питання стосується неї.
Для вирішення питань виключно у межах Підкарпатської Руси існують автономні органи влади та орган виконавчої влади — Уряд Підкарпатської Руси.

### Судова влада
Судову владу здійснюють суди Підкарпатської Руси. Найвищою судовою інстанцією є Верховний Суд у Брно.

## Проєкт та прийняття Конституційного акту

### Передумови
Сен-Жерменський мирний договір 1919 року приєднував Закарпаття (Підкарпатську Русь) до Чехословацької республіки. Таким чином, у складі держави перебували 3 краї: Чехія, Словаччина та Підкарпатська Русь. Відповідно до того ж міжнародного договору, усі краї Чехословаччини повинні були володіти власною широкою автономією. Проте вона так і не була надана.
За Першим Віденським арбітражем від 2 листопада 1938 року частина Чехословаччини відходила до складу інших сусідніх держав: Південна Словаччина і Південне Закарпаття — до Угорщини; Судетська область — до Німеччини; Цешин — до Польщі.
Після втрати частини територій уряд Чехословаччини взявся за виконання Сен-Жерменського миру. До парламенту були внесені проєкти двох Конституційних актів: про автономію Підкарпатської Руси та автономію Словаччини.

### Розгляд у парламенті Чехословаччини
Автором Конституційного акту про автономію Підкарпатської Руси був депутат Юліан Ревай. 17 листопада 1938 року він, одразу після Глинкової словацької народної партії, подав до парламенту Чехословаччини проєкт акту.
У проєкті акту, запропонованому Реваєм, вживалися найменування Карпатська Україна щодо краю та карпато-український народ щодо жителів краю. Проте Конституційно-правовий комітет Палати депутатів Національних зборів Чехословацької республіки, розглядаючи проєкт на засіданні 18 листопада, вніс до остаточного проєкту Конституційного акту поправку і замінив назву краю на попередню — Підкарпатську Русь.
Конституційний акт розглядали обидві палати Національних зборів Чехословаччини.
У Палаті депутатів, нижній палаті, доповідачем призначили Павла Коссея. У виступі 19 листопада він доповів про проєкт Конституційного акту та ситуацію у Підкарпатській Русі після Першого Віденського арбітражу. Також депутат зазначив, що прийняття пропозиції збільшить прихильність народу краю до вищої влади Чехословацької республіки. Наприкінці свого виступу Коссей подякував високопосадовцям Чехословаччини: прем'єр-міністрові Янові Сирови, спікерові Янові Маліпетру та міністрові внутрішніх справ Янові Черному.
|                                        | Хай живе незалежна держава чехів, словаків та підкарпатських русинів, |
| — сказав під час промови Павло Коссей. |                                                                       |

У Сенаті Чехословаччини доповідачем був сенатор Йозеф Карась. У виступі 22 листопада він доповідав щодо Конституційного акту та говорив про Чехословаччину як об'єднання трьох автономних країв, через що він пропонував розробити проєкт нової Конституції. Проте його ідея не була втілена через подальші події.

### Ухвалення
22 листопада відбулися голосування за Конституційний акт у обох палатах Національних зборів.
У Палаті депутатів «за» проголосували 146 депутатів. У Сенаті — 79. Таким чином, акт не набрав конституційної більшости голосів, оскільки у Палаті депутатів вона становила 180 осіб, а в Сенаті — 90. Попри це, Конституційний акт таки був ухвалений і вступив у силу 16 грудня 1938 року. Документ був чинним до 30 січня 1946 року — офіційного остаточного входження Закарпаття до СРСР.
25 листопада уряд Підкарпатської Руси дозволив вживати назву Карпатська Україна поряд із попередньою назвою краю.